# Coupe du monde de ski de vitesse 2021
Navigation
2020 2022
La Coupe du monde de ski de vitesse 2021 est la 20e édition de la Coupe du monde de ski de vitesse. Elle se déroule du 22 janvier à Gavarnie-Gèdre (France) au 13 mars 2021 à Idre Fjäll (Suède).
Les épreuves de Gavarnie-Gèdre qui devait accueillir pour la première fois une épreuve de Coupe du monde sont finalement annulées en raison de la météo, et d'une avalanche sur la piste.
Après plusieurs reports, les épreuves de Vars sont annulées, en raison de l'incapacité à redémarrer les remontées mécaniques, liée à la fermeture des stations françaises (conséquence directe de la pandémie de Covid-19).
La Coupe du monde se réduit ainsi (de façon exceptionnelle) aux 3 épreuves de Idre Fjäll, qui se déroulent sur 3 jours consécutifs les 11, 12 et 13 mars.
Chez les hommes, Simon Billy, qui à ce jour n'avait qu'une victoire de Coupe du monde à son actif, remporte brillamment les 3 courses et empoche son 1er Gros Globe de cristal. Il devance l'italien Simone Origone, au légendaire palmarès de 12 titres en Coupe du monde. Le podium est complété, comme l'année dernière, par l'autrichien Manuel Kramer. Bastien Montès a effectué une très spectaculaire chute, à la vitesse maximum, le premier jour de course, mais a toutefois, été capable de participer aux épreuves suivantes.
Chez les femmes, la suédoise Britta Backlund a remporté 2 des 3 épreuves, et s'empare de son 3e Gros Globe de cristal consécutif. La recordwoman du monde l'italienne Valentina Greggio, victorieuse de la 2e épreuve, prend la 2e place, et la suédoise Lisa Hovland-Udén complète le podium.

## Classement général
| Rang | Nom                  | Points |
| ---- | -------------------- | ------ |
| 1    | Simon Billy          | 300    |
| 2    | Simone Origone       | 220    |
| 3    | Manuel Kramer        | 200    |
| 4    | Tawny Wagstaff       | 140    |
| 5    | Philippe May         | 132    |
| 6    | Michal Bekes         | 103    |
| 7    | Ugo Portal           | 094    |
| 8    | Radim Palan          | 080    |
| 9    | Jonathan Andersson   | 076    |
| 9    | Klaus Schrottshammer | 076    |

| Rang | Nom               | Points |
| ---- | ----------------- | ------ |
| 1    | Britta Backlund   | 280    |
| 2    | Valentina Greggio | 230    |
| 3    | Lisa Hovland-Udén | 175    |
| 4    | Hanna Matslofva   | 170    |
| 5    | Célia Martinez    | 150    |
| 6    | Eira Dougherty    | 120    |
| 7    | Martina Foldynova | 108    |

## Calendrier

### Hommes
| Date            | Lieu           | Vainqueur         | Vitesse vainqueur | Deuxième          | Troisième         |
| --------------- | -------------- | ----------------- | ----------------- | ----------------- | ----------------- |
| 22 janvier 2021 | Gavarnie-Gèdre | Epreuves annulées | Epreuves annulées | Epreuves annulées | Epreuves annulées |
| 23 janvier 2021 | Gavarnie-Gèdre | Epreuves annulées | Epreuves annulées | Epreuves annulées | Epreuves annulées |
| 24 janvier 2021 | Gavarnie-Gèdre | Epreuves annulées | Epreuves annulées | Epreuves annulées | Epreuves annulées |
| 4 mars 2021     | Vars           | Epreuves annulées | Epreuves annulées | Epreuves annulées | Epreuves annulées |
| 5 mars 2021     | Vars           | Epreuves annulées | Epreuves annulées | Epreuves annulées | Epreuves annulées |
| 11 mars 2021    | Idre Fjäll     | Simon Billy       | 171,47 km/h       | Manuel Kramer     | Simone Origone    |
| 12 mars 2021    | Idre Fjäll     | Simon Billy       | 173,22 km/h       | Simone Origone    | Manuel Kramer     |
| 13 mars 2021    | Idre Fjäll     | Simon Billy       | 178,69 km/h       | Simone Origone    | Manuel Kramer     |

### Femmes
| Date            | Lieu           | Vainqueur         | Vitesse vainqueur | Deuxième          | Troisième         |
| --------------- | -------------- | ----------------- | ----------------- | ----------------- | ----------------- |
| 22 janvier 2021 | Gavarnie-Gèdre | Epreuves annulées | Epreuves annulées | Epreuves annulées | Epreuves annulées |
| 23 janvier 2021 | Gavarnie-Gèdre | Epreuves annulées | Epreuves annulées | Epreuves annulées | Epreuves annulées |
| 24 janvier 2021 | Gavarnie-Gèdre | Epreuves annulées | Epreuves annulées | Epreuves annulées | Epreuves annulées |
| 4 mars 2021     | Vars           | Epreuves annulées | Epreuves annulées | Epreuves annulées | Epreuves annulées |
| 5 mars 2021     | Vars           | Epreuves annulées | Epreuves annulées | Epreuves annulées | Epreuves annulées |
| 11 mars 2021    | Idre Fjäll     | Britta Backlund   | 164,16 km/h       | Lisa Hovland-Udén | Hanna Matslofva   |
| 12 mars 2021    | Idre Fjäll     | Valentina Greggio | 169,47 km/h       | Britta Backlund   | Célia Martinez    |
| 13 mars 2021    | Idre Fjäll     | Britta Backlund   | 172,20 km/h       | Valentina Greggio | Hanna Matslofva   |